# Condado de Oceana
O Condado de Oceana é um dos 88 condados do estado americano de Michigan. A sede do condado é Hart, e sua maior cidade é Hart.
O condado possui uma área de 3 384 km² (dos quais 1 985 km² estão cobertos por água), uma população de 26 873 habitantes, e uma densidade populacional de 19 hab/km² (segundo o censo nacional de 2000). O condado foi fundado em 1857.